# 1483 Hakoila
1483 Hakoila је астероид главног астероидног појаса чија средња удаљеност од Сунца износи 2,717 астрономских јединица (АЈ).
Апсолутна магнитуда астероида је 11,5 а геометријски албедо 0,116.